# Перша філльмергенська війна
Перша філльмергенська війна (нім. Erster Villmergerkrieg) — швейцарська релігійна війна, що тривала з 5 січня до 7 березня 1656 року за часів Старої швейцарської конфедерації. З одного боку брали участь протестантські кантони Цюрих і Берн, з іншого — католицькі кантони Центральної Швейцарії. Протестанти намагалися зруйнувати політичну гегемонію католиків, що існувала з часів Другого каппельського миру 1531 року. Приводом для війни стало вигнання та страта протестантів з громади Арт у кантоні Швіц. Цюрихці безуспішно осаджували місто Рапперсвіль, яке перебувало в союзі з лісовими кантонами, внаслідок чого католицькі сили об'єдналися. Бернці зазнали поразки та були відбиті в першій битві під Філльмергеном. Третій земський мир поклав край конфлікту та відновив довоєнний баланс сил.

## Передумови
Під час селянської війни 1653 року, коли уряди протестантських та католицьких кантонів спільно виступили проти селян-заколотників, релігійні розбіжності, що існували понад століття, були відсунуті на задній план лише тимчасово. У 1654 році бургомістрові Цюриха Йоганну Генріху Вазеру було доручено розробити план реорганізації конфедерації. Однак Федеральний проєкт 1655 року відхилили кантони Центральної Швейцарії, які вбачали в ньому загрозу власній гегемонії, встановленій Другим каппельським миром 1531 року внаслідок Другої каппельської війни. Натомість Центральна Швейцарія вирішила зміцнити засновану 1586 року католицьку «Золоту лігу».
Напруженість посилилась у вересні 1655 року, коли протестанти, що мешкали в Арті — селі в католицькому кантоні Швіц — втекли до Цюриха та отримали притулок. Швіц протестував, що «нікодеміти» з Арта місяцями отримували допомогу від цюрихських пасторів і звинувачував Цюрих у заохоченні протестантів, які залишилися в Арті, до еміграції. Зі свого боку Цюрих критикував Швіц за відмову від переговорів і погрожував застосувати військову силу. Антистес Цюриха Йоганн Якоб Ульріх оголосив, що швейцарські протестанти мають священний обов'язок узяти до рук зброю проти «релігійних тиранів» Швіцу.
Попри попередження Берну та Цюриху, четверо протестантів, які залишилися в Швіці, були страчені, а ще троє піддані інквізиції в Мілані. Берн тоді пообіцяв військову підтримку Цюриху на випадок провалу переговорів. На позачерговому зібранні Тагзатцунгу в грудні Цюрих висунув вимоги: покарати винних, принести офіційні вибачення та розпустити Золоту лігу. Коли ці вимоги проігнорували, Цюрих і Берн оголосили війну 6 січня 1656 року.
Католицькі кантони Центральної Швейцарії запевнили Швіц у своїй підтримці. З протестантського боку лише Берн надав повномасштабну допомогу, тоді як Шаффгаузен забезпечив лише оборонні війська. Базель, Фрібур, Золотурн, Аппенцелль-Ауссерроден, Гларус, Три Ліги та Санкт-Галлен залишилися нейтральними.

## Війна

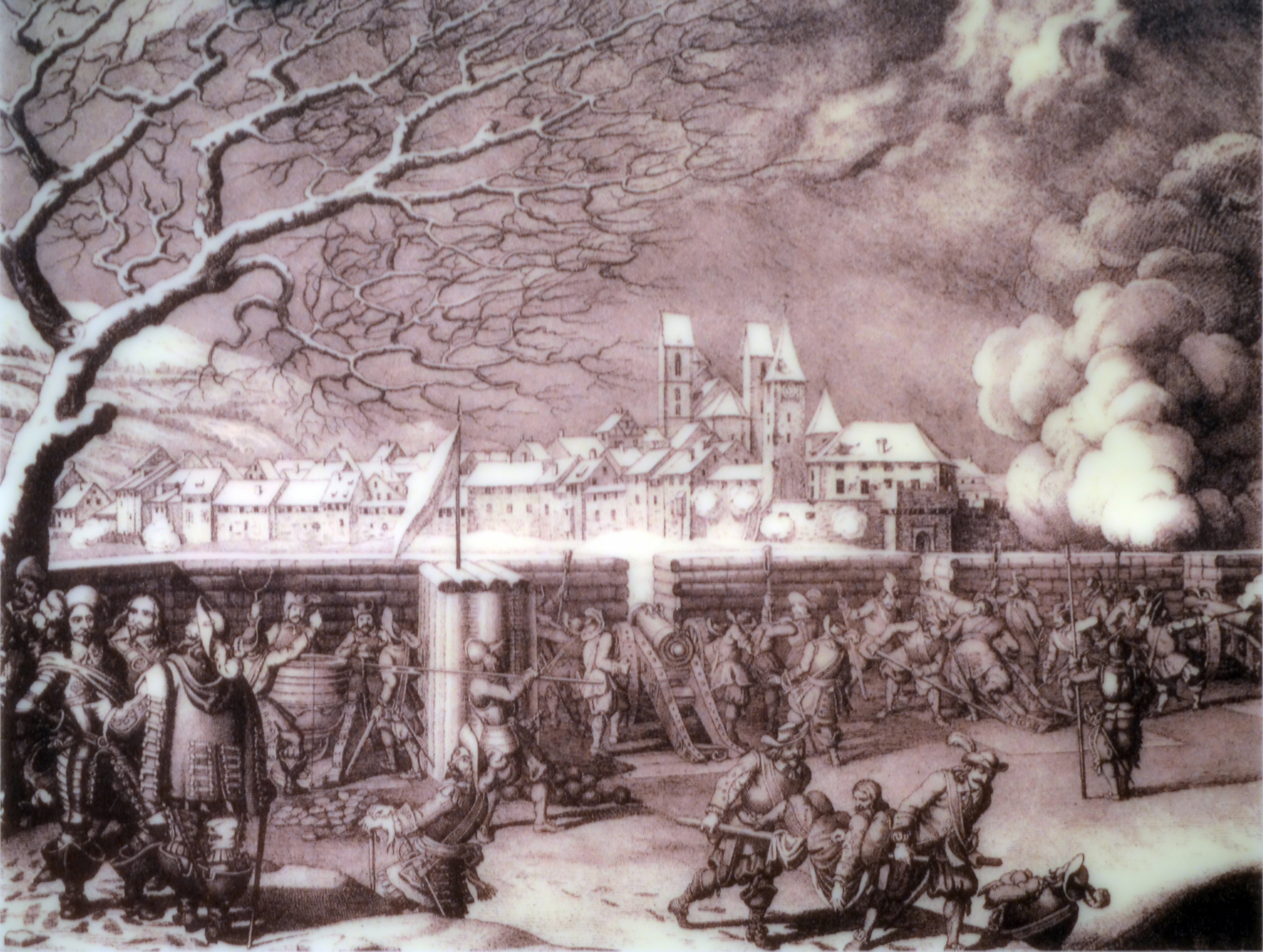
Облога Рапперсвіля з боку цюрихських військ, рисунок Ганса Якоба Оері, 1855 р.

Ще за день до оголошення війни батальйони Цюриху рушили до Райнау, аби пограбувати місто та Райнауське абатство. 7 січня Ганс Рудольф Вердмюллер очолив головну армію Цюриха й обложив стратегічне місто Рапперсвіль. Дрібні загони захопили Фрауенфельд, Кайзерштуль, Клінгнау та Цурцах, тоді як інші закріпилися в Обервілі та Каппелі-ам-Альбісі. Шаффгаузенці розташувалися між Веденсвілем та Гюттеном.

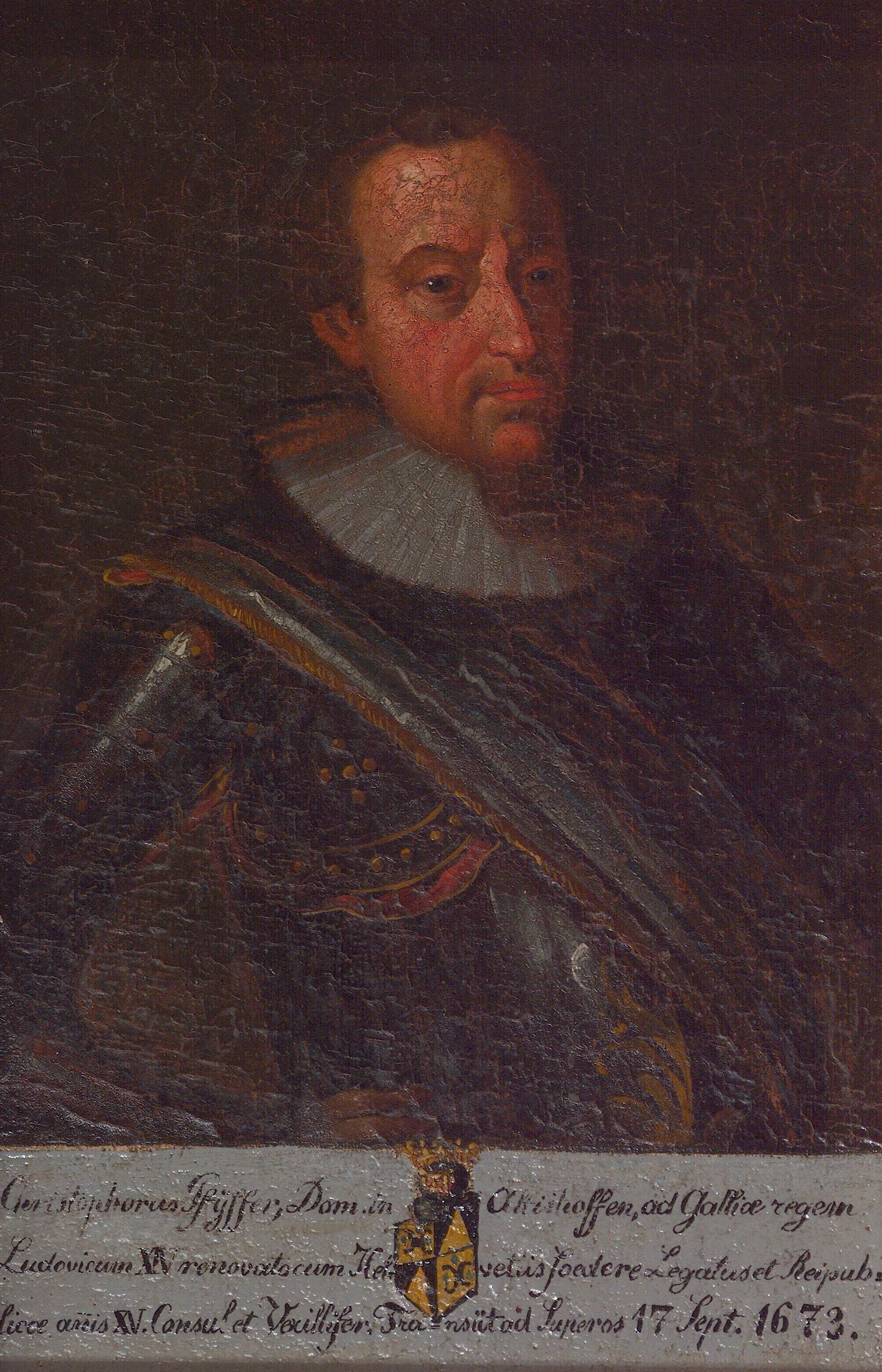
Кристоф Пфіффер фон Альтісгофен, командувач католицькими військами в першій битві під Філльмергеном

Берн запустив мобілізацію 8 січня без підтримки інших кантонів. Близько двох третин його солдатів залучили для охорони кордонів із католицькими сусідами. Решта військ рушила до Аарау під командуванням Зигмунда фон Ерлаха. Вони мали намір об'єднатися там із цюрихцями, однак ті ще були зайняті облогою Рапперсвіля, яка розвивалась несприятливо. З католицького боку командувачем армії призначили Кристофа Пфіффера фон Альтісгофена з Люцерна. Усі війська з Люцерну та Цугу, які ще не були викликані для охорони кордонів, зібралися в Мурі й об'єдналися в Босвілі з батальйонами Вільних староств.
24 січня 1656 року у вирішальній битві під Філльмергеном війська Люцерну та Цугу під командуванням Пфіффера здійснили несподіваний напад на бернське військо Ерлаха, яке прибуло до Філльмергена наприкінці дня. Попри чисельну та збройну перевагу ворога, католики змогли відбити атаку, значною мірою завдяки браку координації в лавах бернців. Ця битва не дозволила протестантам окупувати Вільні староства, що розділяли Берн і Цюрих. Після невдалої останньої атаки на Рапперсвіль 3 лютого уряди Берну й Цюриху розпочали мирні переговори. У наступні тижні відбулися кілька менших сутичок і нападів на населення.

## Наслідки
Мирні переговори велися за посередництва кантонів Фрібур, Золотурн, Базель та Шаффгаузен, а також іноземних дипломатів, зокрема французького посла Жана де Ла Барда. Унаслідок Третього земського миру 7 березня обидві сторони зобов'язалися припинити бойові дії, надати амністію за порушення, вчинені під час війни, та повернутися до status quo ante bellum. Крім того, усі війська були виведені, військовополонені звільнені, а зведені редути розібрані. Кожен кантон зберіг право підтримувати існуючий стан релігійних відносин. Спірні питання, зокрема компенсація збитків, передали на розгляд арбітражного трибуналу, проте ворожнеча в комісії призвела до того, що багато справ залишилися невирішеними. Безпосередній привід до війни — протестантські біженці з Арта — залишився поза увагою.
Третій земський мир закріпив баланс сил, встановлений Другим земським миром 1531 року, включно з політичним домінуванням католицьких кантонів усередині конфедерації. Католики зберігали свою гегемонію до Тоггенбурзької війни 1712 року, також відомої як Друга філльмергенська війна.